# Charles Müller (écrivain)
Pour les articles homonymes, voir Charles Müller et Müller.
Charles Müller, né le 6 mai 1877 à Elbeuf et mort pour la France le 1er octobre 1914 à Amiens, est un journaliste et écrivain français.
Il est le frère de Valéry Müller.

## Biographie
Charles Paul Emile Müller est surtout connu aujourd'hui pour les recueils de pastiches À la manière de… qu'il publia avec son ami Paul Reboux en trois séries, parues respectivement en 1908, 1910 et 1913.
Fils du journaliste Louis Müller et appartenant à une fratrie d'artistes et d'écrivains, il fait des études au lycée Corneille à Rouen, au lycée Louis-le-Grand à Paris, puis comme étudiant à Rennes, où il est rédacteur d'un journal local nommé L'Avenir. Il effectue son service militaire au 24e régiment d'infanterie. Revenu à Rouen en 1901 au 39e régiment d'infanterie à la caserne Hatry, il y rencontre Paul Reboux.
En octobre 1910, Charles Müller, Victor Goloubew et d'autres amis partent en expédition en Inde, où il étudie le complexe monastique de Ajantâ. En mars 1911, les deux amis étaient de retour à Marseille.
Il s'installe ensuite à Paris pour y faire du journalisme, et publie ses premiers pastiches dans Les Lettres. Il est critique dramatique dans le journal de Clemenceau, L'Homme libre, avant de partir pour le front.

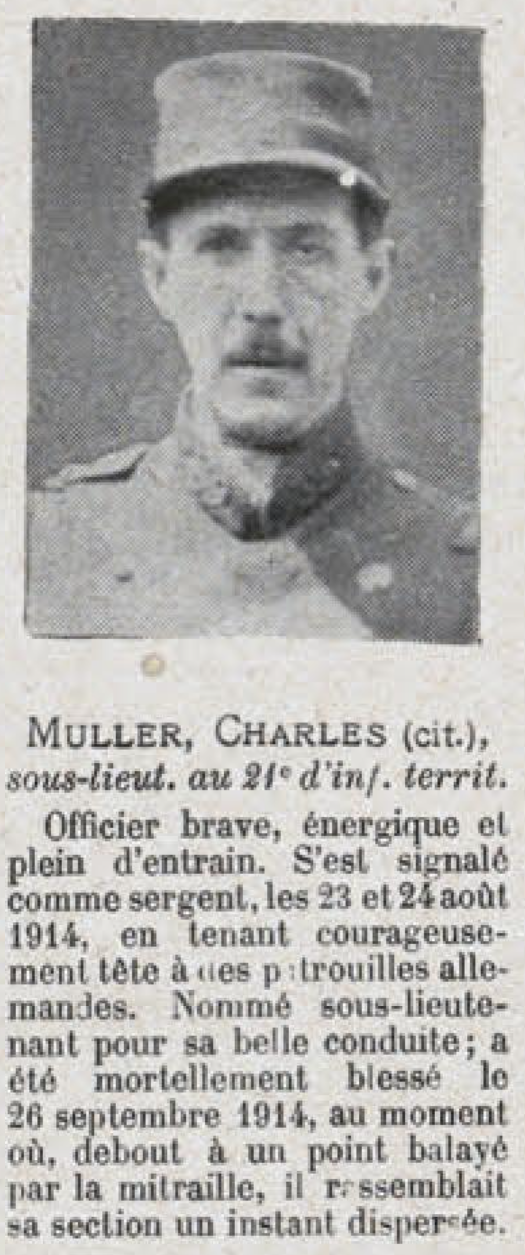
Charles Müller dans le Tableau d'honneur de la grande guerre de L'Illustration

Mobilisé comme sergent de réserve au sein du 21e régiment d'infanterie territoriale en août 1914, Charles Müller participe avec bravoure à la bataille de Belgique. Nommé sous-lieutenant, il est blessé par un obus allemand à Longueval le 26 septembre, et meurt à l'hôpital no 5 d'Amiens des suites de ses blessures. Il est inhumé à Amiens.
Son nom est inscrit au Panthéon de Paris.
L’Académie française lui décerne le prix Monbinne en 1915. La Société des gens de lettres, représentée par Jean Revel, lui décerne la médaille de la fondation Maurice-Barrès en 1916.
Gabriele D'Annunzio lui a consacré une de ses œuvres avec la dédicace 
« à Charles Müller, dont l'âme est claire comme l'eau et droite comme une épée. »
— Gabriele D'Annunzio
.

## Œuvres
En collaboration avec Paul Reboux :
- À la manière de… (trois séries en 2 volumes), éd. de la Revue des Lettres, 1908
- La maison de danses, pièce en cinq actes de Fernand Nozière et Charles Müller, d'après le roman de Paul Reboux, création au Théâtre du Vaudeville le 13 novembre 1909, chroniqué par Paul Léautaud (Le Théâtre de Maurice Boissard, XXe chronique).
- La Création du Monde, Devambez, Paris, 1912
- Rikette aux Enfers, Flammarion, 1914
- Cinq mois aux Indes. De Bombay à Colombo, Paris, Floury, 1924, publié à titre posthume.

## Décorations
- Chevalier de la Légion d'honneur
- Croix de guerre 1914–1918, étoile de bronze

### Lire en ligne
- À la manière de/2ème série (Wikisource), sur Wikisource
- Textes de Charles Müller sur Internet Archive
- « À la manière de » inédits